# سیارک ۶۵۳۶
سیارک ۶۵۳۶ (به انگلیسی: 6536 Vysochinska، نامگذاری:1977NK) شش هزار و پانصد و سی و ششمین سیارک کشف شده‌است که در ۱۴ ژوئیه ۱۹۷۷ کشف شد.
قدر مطلق سیارک برابر ۱۳٫۵۰ است.